# Arung Dalam
Arung Dalam is een bestuurslaag in het regentschap Bangka Tengah van de provincie Bangka-Belitung, Indonesië. Arung Dalam telt 2685 inwoners (volkstelling 2010).